# Abruzzói juhászkutya

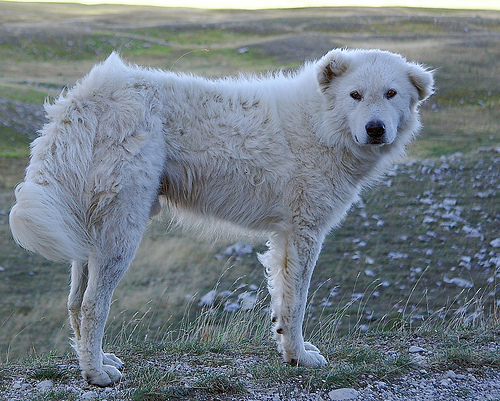

Az Abruzzói juhászutya (Cane da pastore maremmano abruzzese) egy olasz pásztorkutya. Nemes vonalú, erőteljes és izmos. Az olaszok egyik leghíresebb nyájőrző kutyája.

## Történet
Pontos származása nem ismert. Egyes források szerint ősi itáliai, illetve róma fajta. Azoknak az ősi pásztorkutyáknak lehet a leszármazottjuk, amelyeket már a római kor előtt is ismertek Maremma és Abruzzo tájain. Mások szerint azonban Közép-Ázsiából származik, alighanem azoktól a nagy fehér keleti nyájőrzőktől, amelyek ezer évvel ezelőtt, lassan terjedtek el egész Európában. Az Abruzzói juhászkutya ősei idővel kisebbé váltak, mint a többi pásztorkutya, de megmaradt független és tartózkodó jellemük.

## Külleme
Feltűnően szép, mutatós, hatalmas, izmos eb. Egész megjelenése tiszteletet parancsoló. Feje erőteljes, füle viszonylag kicsi, lelógó, ha figyel, kissé felfelé tartja. Fogai nagyok, harapása ollószerű. Orra fekete, szeme sötétbarna. Mellkasa mély, háta egyenes, feszes, fara enyhén lejtős. Végtagjai izmosak, mancsa kerekded. Farka lelóg. Szőrzete közepesen hosszú, dús, enyhén hullámos, a nyakán gallért alkot. Színe többnyire hófehér, de lehet elefánt- vagy csontszínű illetve halványsárga árnyalatú is. Dús szőrzete hosszú, testhez simuló. A szőrszálak durva tapintásúak. A pofa, a fülek és a lábak elülső oldalának szőrszálai rövidek.

## Jelleme
Igen megbízható kutya. Barátságos és hűséges, józan és nem kíméli önmagát. Bátor, értelmes és kiegyensúlyozott. Ritkán ugat. Gyengéd, de nem önállótlan vagy tolakodó, és sok helyzetben meglepően önállóan viselkedik. Falkájukra nagy juhnyájat is rá lehet bízni egész éjszakára, még a farkasoktól is megvédik őket. Kiváló őrkutyává is nevelhető, amely igen meggyőző módon védelmezi családját és otthonát a nemkívánatos egyénektől. Az abruzzói juhászkutya általában elég jól kijön más kutyákkal és háziállatokkal is. A gyermekekkel szemben általában türelmes, sok mindent elvisel tőlük. Az idegenekkel szemben tartózkodóan viselkedik, ismeretlen vendégeket nem enged be a család otthonába.

## Rokon fajták
- Kuvasz
- Komondor
- Pireneusi hegyikutya
- Szlovák csuvacs
- Anatóliai pásztorkutya
- Akbash dog